# سان سبستيان سور لوير
سان سيباستيان سور لوار هي البلدية في وار أتلانتيك في غرب فرنسا
وهي ثالث أكبر ضاحية في مدينة نانت ، وتقع بجوار ألجنوب الشرقي نهر لوار .

## المدن التوأم - المدن الشقيقة
توأمت سان سيباستيان سور لوار مع:
- Cernavodă, Romania
- Glinde, Germany
- Kaposvár, Hungary
- Kati, Mali
- Porthcawl, Wales, United Kingdom

## شخصيات
- Héloïse Adelaïde Letissier (من مواليد 1 يونيو 1988) (31 سنة) ، المعروفة مهنيًا باسم Christine and the Queens أو ببساطة Chris ، هي مغنية وكاتبة أغاني ومنتجة فرنسية.
- جيوفاني سيو (مواليد 31 مارس 1989) ، لاعب كرة قدم
- نيتس جيوفاني ، لاعب الرجبي

## روابط خارجية
- الموقع الرسمي باللغة الفرنسية